# Bartter-szindróma
A Bartter-szindróma Frederic Crosby Bartterről elnevezett, ritka autoszomális recesszív módon öröklődő veleszületett vesebetegség, ami a tubuláris transzportzavarok csoportjába tartozik. A rendellenesség a vese Henle-kacsának felszálló vastag szegmentumában elhelyezkedő ioncsatornák genetikai hibája miatt alakul ki. A tünetek kialakulásáért a só- és vízháztartás zavarai tehetők felelőssé, főként a nátrium, a kálium és a kalcium egyensúlyzavarai.

## Patogenezis

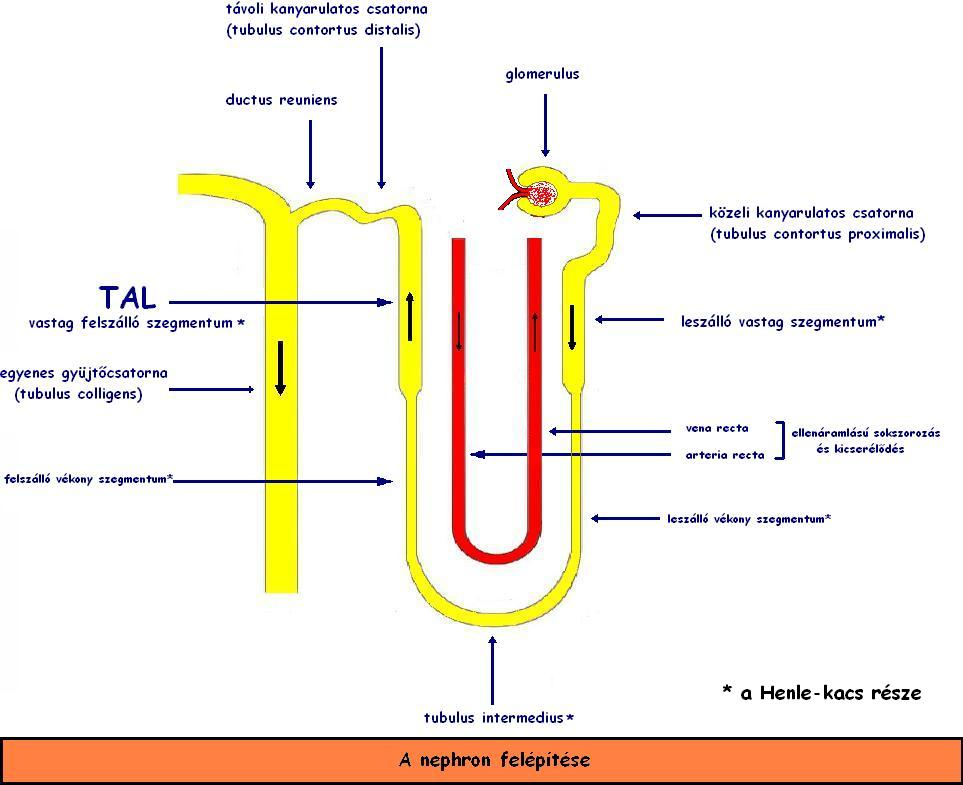
A nephron szerkezete

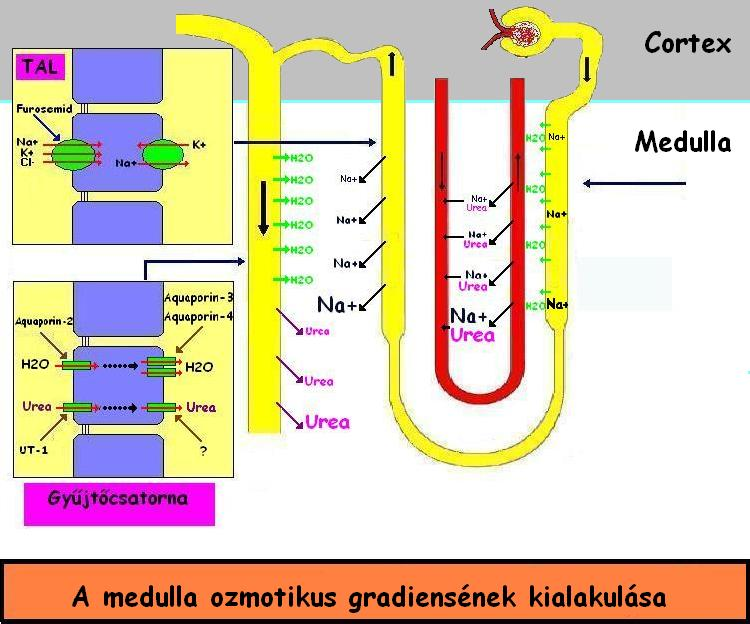
A nephron ozmotikus gradiense

Az előzőleg a véráramból kiszűrődő nagy mennyiségű elsődleges vizeletből a felszálló vastag szegmentumot (TAL-t) alkotó sejtek ioncsatornáinak hibája miatt (a kacsdiuretikum például Furosemid-érzékeny Na, K, Cl kotranszporter kiesett működése miatt) az elektrolitok visszaszívása (reabszorpció) nem jöhet létre. (Aszerint, hogy melyik ioncsatorna, illetve szabályozó elem hibás, genetikailag különböző 1., 2. stb. típusú Bartter-szindrómát különítünk el.) Ezen sejtek feladata lenne az ionok eltávolítása a primer vizeletből, amivel megőriznék azokat a szervezet számára. Mivel a sejtek feladatukat nem látják el, a tubulusban ionok maradnak. A kotranszporter hibája közvetlenül csak Na- és Cl-vesztést okoz, hiszen a K felszívódása után normálisan is visszajut a sejtekből a tubulusba. A vesetubulusokban maradt ionok megváltoztatják a nephron későbbi szakaszának elektrokémiai tulajdonságait, töltését és ionkoncentrációit, ezért a disztális kanyarulatos csatorna területén a Ca-ionok felvétele is romlik. A gyűjtőcsatornába jutó nagy mennyiségű Na miatt megsokszorozódik az ott folyó Na-felszíváshoz kötött K-kiválasztás. Ez a folyamat a Na-vesztés miatt létrejövő aldoszteron többlettel együtt lesz végeredményben felelős az alacsony K-szintért (hypokalaemia). Ugyanez a folyamat okozza a H-ion (proton) kiválasztás növekedését, mivel a H-ionok ebben az esetben a K-ionokkal megegyezően viselkednek. A protonveszteség a szervezet pH-értékét megváltoztatja, és azt bázikus irányba tolja (metabolikus alkalózis). Mivel a belső velőben nem jöhet létre elegendően magas Na+ koncentráció (lásd a nephron ozmotikus gradiense című ábrát), a tubulusokban (elsődleges vizeletben) levő víz visszavételének hajtóereje csökken, végeredményben pedig nagy mennyiségű víz távozik, ami csökkentve a keringő vér mennyiségét alacsony vérnyomást (hypotensio) okoz.
| A Bartter-szindróma és kapcsolódó betegségek típusai: | A Bartter-szindróma és kapcsolódó betegségek típusai: | A Bartter-szindróma és kapcsolódó betegségek típusai: | A Bartter-szindróma és kapcsolódó betegségek típusai:                                                      | A Bartter-szindróma és kapcsolódó betegségek típusai: | A Bartter-szindróma és kapcsolódó betegségek típusai:                                             |
|                                                       | I. típus (neonatális) | II. típus (neonatális) | III. típus (klasszikus)                                                                                    | IV. típus (szenzoneurális eltérésekkel) | Gitelman-szindróma (korai felnőttkorban)                                                          |
| ----------------------------------------------------- | --- | --- | --- | --- | ------------------------------------------------------------------------------------------------- |
| Hibás csatorna/pumpa                                  | Na, K, Cl kotranszporter | K-csatorna (ROMK) | basolateralis Cl-csatorna (CLC)                                                                            | basolateralis Cl-csatorna (CLC) Barttin alegysége | Na, Cl kotranszporter (disztális tubulus)                                                         |
| Mutált gén                                            | Solute carrier family 12 (SLC12A1) [SLC12A1/15q15-q21] | KCNJ1 [KCNJ1/11q25] | Chloride channel Kb (CLCNKB) [CLCNKB/1p36]                                                                 | Bartter syndrome, with sensorineural deafness (BSND) [BSND/1p31] | Solute carrier family 12 (SLC12A3) [SLC12A3/156q13]                                               |
| Tünetek                                               | - sóvesztés és hypotonia - hypokalaemia - metabolikus alkalózis - hypercalciuria és nephrocalcinosis - normomagnezemia - polyhydramnion - újszülöttkori kiszáradás (dehidratáció) | - sóvesztés és hypotonia - hypokalaemia - metabolikus alkalózis - hypercaciuria és nephrocacinosis - normomagnezemia - polyhydramnion - újszülöttkori kiszáradás (dehidratáció) | - sóvesztés és hypotonia - hypokalaemia - metabolikus alkalózis - nincs nephrocalcinosis - hypomagnesaemia | - sóvesztés és hypotonia - hypokalaemia - metabolikus alkalózis - hypercalciuria és nephrocalcinosis Jellegzetes triász: - Bartter- szindróma - Veseelégtelenség - Nagyothallás (belső fül K-csatornái is érintettek) | - sóvesztés és hypotonia - hypokalaemia - metabolikus alkalózis - hypomagnesaemia - hypoclaciuria |

## Tünetek
A tünetek korai gyermekkorban jelentkeznek. Klinikailag a Na-vesztés miatti alacsony vérnyomás a fő tünet, melyet másodlagos hiperaldoszteronizmus kísér, ez azonban nem képes a sóvesztést és az alacsony vérnyomást teljesen korrigálni és ödémát sem okoz. Emellé társul a kóros szomjúság (polidipszia), nagy mennyiségű vizeletürítés (poliuria), esetenként tapasztalható növekedési és szellemi visszamaradottság. A csökkent Ca-visszavétel megnöveli a vizelet Ca-tartalmát (hypercalcuria), és csökkenti a vérplazma Ca-szintjét (hypocalcaemia). Az esetlegesen kialakuló hypocalcaemia fő tünetei a megnövekedett izomreaktivitás, izomgörcsök (Chvostek-tünet, Erb-jel, Trousseau-tünet), valamint eltérések az EKG-regisztrátumban, mint a megnyúlt QT-távolság, a kamrafibrilláció és a szívmegállás. A hypokalemia miatt vázizom gyengeséget és a bélmozgások megszűnését (ileus), veseeredetű (nephrogen) diabetes insipidust, a szervezet pH-értékének csökkenése (metabolikus acidosis), a perifériás erek fokozott összehúzódottságát és ellenállását tapasztalhatjuk. Az alacsony K-szint mellett gyakori hormonális elváltozások az alacsony renin, inzulin, aldoszteron és növekedési hormon felszabadulás. Az alacsony inzulinszint miatt csökken a bevihető cukor mennyisége (glükóz intolerancia). A hypokalemia is eltéréseket hoz létre az EKG-képben, így megfigyelhetők a kifejezett P-hullámok, a szív ingerületvezetési zavarai (megnyúlt PQ-távolság), zavar a szívverések szabályosságában (aritmiák), ST-depresszió, lapos vagy negatív T-hullámok és az U-hullám megjelenése.

## Diagnózis
- Hypokalemia: (vizelet K > 20 mEq/l) +- hypokalemia miatt kialakuló nephrogen diabetes insipidus (DI).
- Hiperaldoszteronizmus és hyperreninaemia.
- Vérnyomás csökkent vagy normális, oedema nincs.
- A JGA a vesebiopsziás leletben hypertrophiát mutathat.
- Metabolikus alkalózis, emelkedett serum bikarbonát szint.
- Hypomagnezaemia
- Magas vizelet clorid-tartalom.
- Differenciálás: Pseudobartter, diuretikum vagy hashajtó abusus (alacsony vizelet clorid), Cushing-szindróma és Conn-szindróma(hypertensio).

## Kezelés
- ciklooxigenáz-bénítók (prosztaglandin szintézisének gátlása)
- K és Cl pótlás
- Kálium-visszatartó diuretikumok
- ACE-gátló